# Melissa (Mini-CD)
Se trata de un Mini-CD-Recopilatorio titulado: "Melissa" (formato: 80 mm.) y viene contentivo de cuatro pistas de audio de sus baladas más representativas a lo largo de toda su carrera artística.
Este Mini-CD fue publicado en el año 2002 y vale la pena aclarar que la foto de la portada es idéntica a la del álbum: Noche Sin Fin.

## Temas
1. “No Soy Una Señora”.
2. “Una Especie En Extinción”.
3. “Alguien Que Vive Sola”.
4. “A Punto De Caramelo”.

## Singlesextraídos delMini-CD“Melissa”
NINGUNO, precisamente por tratarse de un álbum recopilatorio (sin la inclusión de temas nuevos) no se extrae singles para promoción en la radio.
.
- Datos: Q5656023